# 小林幸雄
小林 幸雄（こばやし ゆきお、1931年1月26日 - ）は日本の実業家。初代大鵬薬品工業代表取締役社長や、同社代表取締役会長、ニチバン代表取締役会長、大塚製薬代表取締役社長などを歴任した。第3代大鵬薬品工業代表取締役社長の小林将之は息子。

## 人物・経歴
明治薬科大学薬学部卒業後、1954年大塚製薬工場入社。1963年から39年間にわたり初代大鵬薬品工業代表取締役社長を務め、1969年にモスクワの研究所で5-フルオロウラシルを知り、抗がん剤開発を開始するなどした。1989年からニチバン代表取締役会長を兼務。1992年アルバータ州立大学名誉博士。1994年黄綬褒章受章。1995年ラトビア共和国グリンデックス賞受賞。1999年大塚製薬代表取締役社長を兼務。2000年大塚製薬取締役相談役。2001年大鵬薬品工業代表取締役会長。同勲四等旭日小綬章受章。2002年大塚製薬取締役。2008ニチバン取締役相談役、大塚ホールディングス取締役。2011年ニチバン名誉会長。